# Horst-Gregorio Canellas
Horst-Gregorio Canellas (* 6. Juni 1921 in Plauen; † 23. Juli 1999 in Offenbach am Main), spanische Schreibweise Cañellas, war ein deutsch-spanischer Unternehmer und Fußballfunktionär. Als Präsident des damaligen Erstligisten Kickers Offenbach, dem er von 1964 bis 1971 vorstand, deckte er den Bundesligaskandal im deutschen Profifußball auf. Hauptberuflich war er Großhändler für Südfrüchte.

## Leben
Canellas wurde als Sohn eines spanischen Unternehmers und einer Deutschen im Vogtland geboren, wo er aufwuchs. Nach dem Zweiten Weltkrieg nahm er die deutsche Staatsbürgerschaft an und siedelte nach Hessen über. Er wurde 1954 Geschäftsführer des gleichnamigen Großhandels für Südfrüchte in Frankfurt am Main. 1964 wurde er Präsident der zu dieser Zeit in der Regionalliga Süd spielenden Offenbacher Kickers. Nach zweimaligem Scheitern in der Aufstiegsrunde gelang dem Verein im dritten Anlauf 1968 der Aufstieg in die Bundesliga. Allerdings schafften es die Kickers nicht, die Klasse zu halten; sie belegten in der Saison 1968/69 nur den letzten Platz und mussten wieder absteigen. In der folgenden Saison wurde der OFC Meister der Regionalliga Süd und schaffte nach dem Gewinn seiner Aufstiegsrundengruppe erneut den Aufstieg in die Bundesliga. Doch auch in ihrer zweiten Bundesligasaison drohte den Offenbachern der direkte Wiederabstieg. Canellas stellte fest, dass Spiele im Abstiegskampf durch Geldleistungen an Akteure gekauft waren, und ging zum Schein auf die Bestechungen ein. Dabei erstellte er heimlich Tonbandaufnahmen. Seine Versuche, den DFB von den Vorgängen zu unterrichten, wurden vom DFB-Bundesliga-Referenten Wilfried Straub und dem DFB-Generalsekretär Hans Paßlack als „vage Vermutungen“ abgetan und ignoriert.
Zur Feier seines 50. Geburtstags lud Canellas am 6. Juni 1971 DFB-Größen und Pressevertreter zu sich ein. Tags zuvor war die Saison 1970/71 der Fußball-Bundesliga mit dem Abstieg der Offenbacher Kickers zu Ende gegangen. Canellas spielte den Gästen zu deren Überraschung seine Tonbandaufnahmen vor, die den Betrug in der Bundesliga bewiesen. Der eingeladene und anwesende DFB-Bundestrainer Helmut Schön verließ nach dieser Enthüllung rasch das Fest. Umfangreiche Ermittlungen zur Aufklärung von Schiebereien und Bestechung setzten ein. Canellas, der am selben Tag als Präsident des OFC zurücktrat, wurde in der Folge vom DFB-Sportgericht lebenslang für alle Ämter gesperrt. Dieses Urteil wurde jedoch 1976 aufgehoben.
1974 gab er die Geschäftsführung seines Großhandels ab. Bei der Entführung des Flugzeugs „Landshut“ am 13. Oktober 1977 auf dem planmäßigen Flug von Mallorca nach Frankfurt waren Canellas und seine Tochter als Passagiere an Bord. Beide überlebten die Geiselbefreiung in Mogadischu.
Der gesundheitlich angeschlagene Unternehmer starb nach längerer Krankheit am 23. Juli 1999 an Lungenkrebs.